# Luciejów
Luciejów – wieś w Polsce położona w województwie łódzkim, w powiecie łaskim, w gminie Buczek.
| SIMC    | Nazwa             | Rodzaj    |
| ------- | ----------------- | --------- |
| 0700631 | Grabowiec         | część wsi |
| 0700648 | Krzewina          | część wsi |
| 0700654 | Luciejów Środkowy | część wsi |
| 0700660 | Zagumnie          | część wsi |

Wieś arcybiskupstwa gnieźnieńskiego w powiecie szadkowskim województwa sieradzkiego w końcu XVI wieku. W latach 1975–1998 miejscowość administracyjnie należała do województwa sieradzkiego.